# سد علویان
سد علويان هو سد يقع في محافظة أذربيجان الشرقية، على بعد 3 كيلومترات شمال مدينة مراغة وبالقرب من قرية علويان. تم بناء هذا السد على نهر سوفيتشاي ويزود مدن مراغة ومياندوآب وبناب وعجب شير وملكان بمياه الشرب. سد علويان هو نوع من السدود الترابية ولبه من الطين. يبلغ ارتفاع هذا السد الترابي 76 مترًا، وتم بناؤه بين عامي 1990 و1995. ويبلغ طول قمة سد علويان 935 مترًا، وعرضها 10 أمتار، وسعة تخزينها 60 مليون متر مكعب.

## تاريخ
بدأ بناء سد علويان في مراغة عام 1990 وانتهى 1995. ونظرًا للطبيعة الجميلة والفريدة من نوعها المحيطة بسد علويان، فقد جذب هذا السد انتباه السياح الأجانب والمحليين ومواطني مراغة.